# Klášter (Vilémov)
Klášter (německy Kloster) je část obce Vilémov v okrese Havlíčkův Brod v Kraji Vysočina. Nachází se na jihozápadě Vilémova. V roce 2009 zde bylo evidováno 124 adres. V roce 2010 zde trvale žilo 189 obyvatel. Klášterem protéká Babský potok, který je levostranným přítokem říčky Hostačovky protékající při východním okraji osady.
Klášter leží v katastrálním území Klášter u Vilémova o rozloze 6,45 km2.

## Historie
První písemná zmínka o obci pochází z roku 1119 v souvislosti se zbudováním zdejšího klášterního areálu.

## Pamětihodnosti
- Kostel sv. Václava
- Zámek Klášter
- Pamětní deska Františku Mojžíšovi na kostele sv. Václava[6]
- Pamětní deska Josefu Chadrabovi na kostele sv. Václava[7]

## Galerie

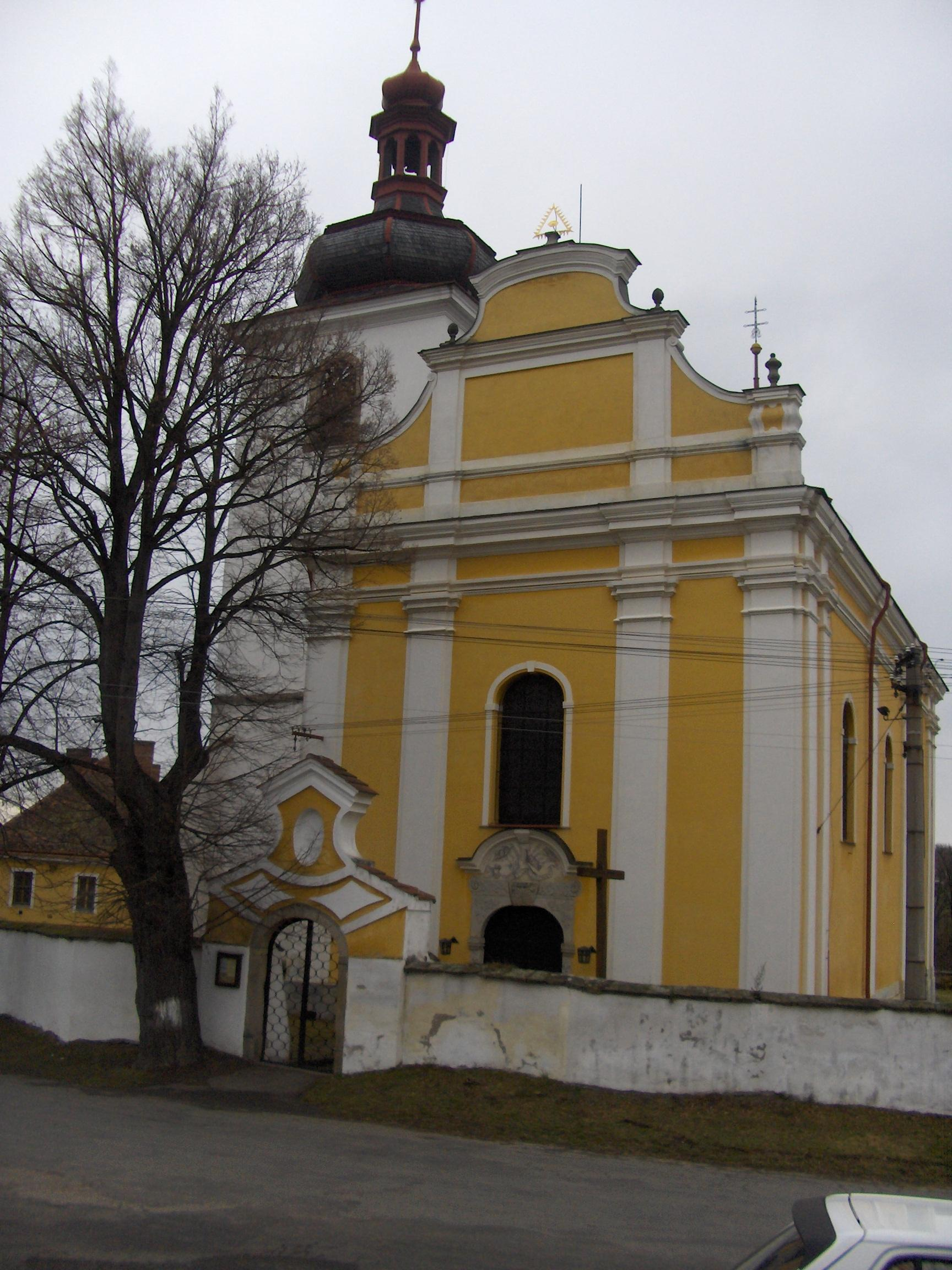
Kostel sv. Václava v Klášteře